# Sara Cerdas
Sara Alexandra Rodrigues Cerdas (Funchal, Madeira, 23 de março de 1989) é uma médica e política portuguesa, tendo sido eurodeputada.

## Biografia
Sara Cerdas cresceu no Funchal, na ilha da Madeira. Nasceu a 23 de março de 1989.
Foi candidata pelo Partido Socialista e eleita eurodeputada nas eleições para o Parlamento Europeu de 2019.
Até aos 18 anos, foi nadadora de competição, pelo Clube Naval do Funchal, tendo representado Portugal através da seleção nacional de juvenis e alcançado medalhas e recordes regionais e nacionais.
É mestre em medicina pela Universidade de Lisboa, pós-graduada em Medicina do Viajante pela Universidade Nova de Lisboa, mestre em saúde pública pela Universidade de Umeå e doutoranda em Ciências de Saúde Pública na Universidade de Estocolmo. Foi médica interna na Unidade de Saúde Pública de Almada-Seixal e trabalhou na Direção-Geral de Saúde.
Durante o seu percurso estudantil e profissional foi eleita para cargos de representação na área da saúde, como por exemplo na International Federation of Medical Students' Associations, na Associação Nacional de Estudantes de Medicina e Associação de Estudantes da Faculdade de Medicina de Lisboa.
Foi membro efetivo da Comissão do Ambiente, da Saúde Pública e da Segurança Alimentar (ENVI) no Parlamento Europeu  e presidiu o Grupo de Trabalho em Saúde. 
Sara Cerdas foi vencedora em 2020 do Prémio "Eurodeputada do Ano" - MEP Awards, pela The Parliament Magazine.